# دان كونور (لاعب كرة قدم أمريكية)
دان كونور (بالإنجليزية: Dan Connor)‏ هو لاعب كرة قدم أمريكية أمريكي، ولد في 2 نوفمبر 1985 في Wallingford, Pennsylvania ‏ في الولايات المتحدة.

## وصلات خارجية
- دان كونور على موقع مرجع كرة القدم المحترفة.كوم (الإنجليزية)